# El Maquipo
El Maquipo es una congregación del municipio de Álamos ubicada en el sureste del estado mexicano de Sonora, cercana a los límites divisorios con los estados de Chihuahua y Sinaloa. Según los datos del Censo de Población y Vivienda realizado en 2020 por el Instituto Nacional de Estadística y Geografía (INEGI), El Maquipo tiene un total de 165 habitantes.
Se encuentra a 51 km al sureste de la villa de Álamos y a 422 km al sureste de Hermosillo, la capital estatal.
Fue fundado en el año de 1696, como la misión jesuítica de San José de Maquipo, cuando los colonizadores españoles se encontraban asentados en la región que está entre los ríos Mayo y Fuerte, que tiempo después se convertiría en una hacienda, perteneciente a don Francisco González de Zayas.

## Geografía
El Maquipo se ubica en el sureste del estado de Sonora, en la región sur del territorio del municipio de Álamos, sobre las coordenadas geográficas 26°43'27" de latitud norte y 108°42'59" de longitud oeste del meridiano de Greenwich, a una altura media de 249 metros sobre el nivel del mar, al este de su ubicación se encuentra el Cerro El Maquipo, y al sureste la pequeña serranía Los Juparis, y cerca fluye el río Toropoche.